# Platythomisus quadrimaculatus
Platythomisus quadrimaculatus là một loài nhện trong họ Thomisidae.
Loài này thuộc chi Platythomisus. Platythomisus quadrimaculatus được miêu tả năm 1882 bởi Hasselt.